# Андерсон Мил (Тексас)
Андерсон Мил (енгл. Anderson Mill) град је у америчкој савезној држави Тексас.

## Демографија
По попису из 2010. године број становника је 0, што је 8.953 (-100,0%) становника мање него 2000. године.
| Група             | 2000.         | 2010.    |
| Белци             | 6.621 (74,0%) | 0 (0,0%) |
| Афроамериканци    | 364 (4,1%)    | 0 (0,0%) |
| Азијати           | 410 (4,6%)    | 0 (0,0%) |
| Хиспаноамериканци | 1.323 (14,8%) | 0 (0,0%) |
| Укупно            | 8.953         | 0        |